# Всесоюзная коммунистическая партия большевиков
Всесою́зная Коммунисти́ческая па́ртия большевико́в (ВКПБ) — незарегистрированная левая политическая партия в России, образованная 8 ноября 1991 года в СССР коммунистической направленности, действующая на территории стран бывшего Советского Союза. Является первой коммунистической партией, после КП РСФСР и роспуска КПСС.
ВКПБ, по мнению её членов, единственная коммунистическая партия на территории СССР. Остальные партии, как полагают в ВКПБ, ревизионистские и не являются коммунистическими.
ВКПБ определяет себя как «передовой отряд рабочего класса, выступающего в союзе с крестьянством и трудовой интеллигенцией, добровольный союз единомышленников-коммунистов, ставящих главной своей задачей построение социализма и коммунизма».
У партии есть молодёжная организация — Всесоюзная Молодая Гвардия большевиков (ВМГБ).

## История партии
В конце Перестройки вследствие идеологического кризиса внутри КПСС начался процесс образования различных платформ. Многие из этих течений прямо выступали против официального руководства партии, считая Перестройку губительной для социалистического строя в СССР. Среди них 13 июля 1991 года была образована Большевистская платформа в КПСС. Она была образована из членов КПСС, противостоящих курсу М. С. Горбачёва.
Платформу возглавила преподаватель Ленинградского технологического института Н. А. Андреева, получившая широкую известность после публикации в 1988 году в газете «Советская Россия» письма «Не могу поступаться принципами».
Это общество и созданная вскоре Большевистская платформа в КПСС сыграли решающую роль в возникновении ВКПБ.
21 сентября 1991 года в Ленинградской области состоялась Конференция Всесоюзного общества «Единство — за ленинизм и коммунистические идеалы» совместно с членами Оргкомитета Большевистской платформы в КПСС. Конференция приняла решение о подготовке учредительного съезда партии большевиков-ленинцев. В результате, 8 ноября 1991 года в Ленинграде полулегально прошёл учредительный съезд Всесоюзной Коммунистической партии большевиков.
Учредители партии заявили о наследовании революционных традиций и полном разрыве с «антинародной политикой оппортунистического руководства» КПСС, положившего начало «разрушению социалистического строя, развалу страны и ликвидация партии, созданной Лениным».
В 1995 году, после исключения секретаря Александра Лапина произошёл раскол, и была образована новая Всесоюзная Коммунистическая партия (большевиков).
В 2014—2015 годах в ВКПБ возник идеологический кризис, в результате которого произошел конфликт между сторонниками генерального секретаря ВКПБ Н. А. Андреевой и членами партии, которые обвинили Н. А. Андрееву в уходе с пути большевизма, смене курса, правом повороте партии. В результате этого внутрипартийного противостояния, ЦК ВКПБ исключил протестующую группу, которая в свою очередь не согласилась с данным решением, заявила о возрождении истинной ВКПБ и организовавшись, продолжила свою деятельность как Всесоюзная Коммунистическая партия большевиков-революционеров, ВКПБ(р).
В декабре 2021 года был проведён совместный пленум ЦК ВКПБ и ЦК ВКП(б), где было принято решение о подготовке объединительного съезда.

### Двоевластие после смерти Андреевой
Генеральный секретарь ЦК ВКПБ Н. А. Андреева скончалась 24 июля 2020 года. Двумя днями ранее, 22 июля ею было составлено обращение, содержавшее рекомендации по распределению её обязанностей среди Секретарей ЦК. 6 августа дочерью Андреевой — К. Н. Каппелли — было прислано в ЦК ВКПБ «Предсмертное заявление Нины Андреевой от 24.07.2020 г.» (по другим данным, было прислано заявление самой Каппелли, излагающее слова Андреевой в последние часы её жизни), согласно которому пост Генерального секретаря завещался Секретарю ЦК Н. А. Дегтяренко. 15 августа в Минеральных Водах прошёл Чрезвычайный пленум ЦК ВКПБ, провозгласивший Дегтяренко Генеральным секретарём. Секретари ЦК ВКПБ А. В. Денисюк, С. В. Христенко и Лев Зацепилов были объявлены исключёнными из партии, а В. Б. Зеликов — выведенным из Секретариата ЦК. Формальная причина — попытка образования фракции. Местом нахождения ЦК был объявлен Пятигорск. На следующий день, 16 августа, состоялся Пленум ЦК ВКПБ, признавший Чрезвычайный пленум в Минводах недействительным. Постановлением ЦК ВКПБ «Предсмертное заявление Нины Андреевой от 24.07.2020 г.» было признано фальшивкой. Дегтяренко был исключён из партии, а остальные Секретари ЦК, объявленные исключёнными и выведенными из Секретариата Чрезвычайным пленумом в Минводах, распределили обязанности с учётом обращения Андреевой от 22.07.2020. Несмотря на это, по состоянию на начало 2021 года пятигорский ЦК ВКПБ во главе с Дегтяренко продолжает функционировать со своими альтернативными органами управления и информационными ресурсами.

### Марксистско-Ленинская Партия Большевиков
В ноябре 2021 года состоялся съезд части партии ВКПБ, получившей неформальное название ВКПБ (свердловский съезд). На нём так же присутствовал представитель партии ВКП(б) — организации, отколовшейся от ВКПБ Нины Андреевой в 1995 году. На съезде было продекларировано стремление организаций к объединению.
В ноябре 2022 года произошёл объединительный съезд, в результате которого ВКПБ и ВКП(б) объединились в партию, получившую название Марксистско-Ленинская Партия Большевиков (МЛПБ).

## Идеология
Официальной идеологией ВКПБ является марксизм-ленинизм (большевизм) в его ортодоксальных, революционных формах. Партия также полностью одобряет творческое развитие марксистско-ленинской теории, положенное И. В. Сталиным. ВКПБ активно осуждает ревизионизм в коммунистическом движении.
ВКПБ считает своей главной целью социалистическую революцию, после которой будет установлена диктатура пролетариата.

## Печатные издания

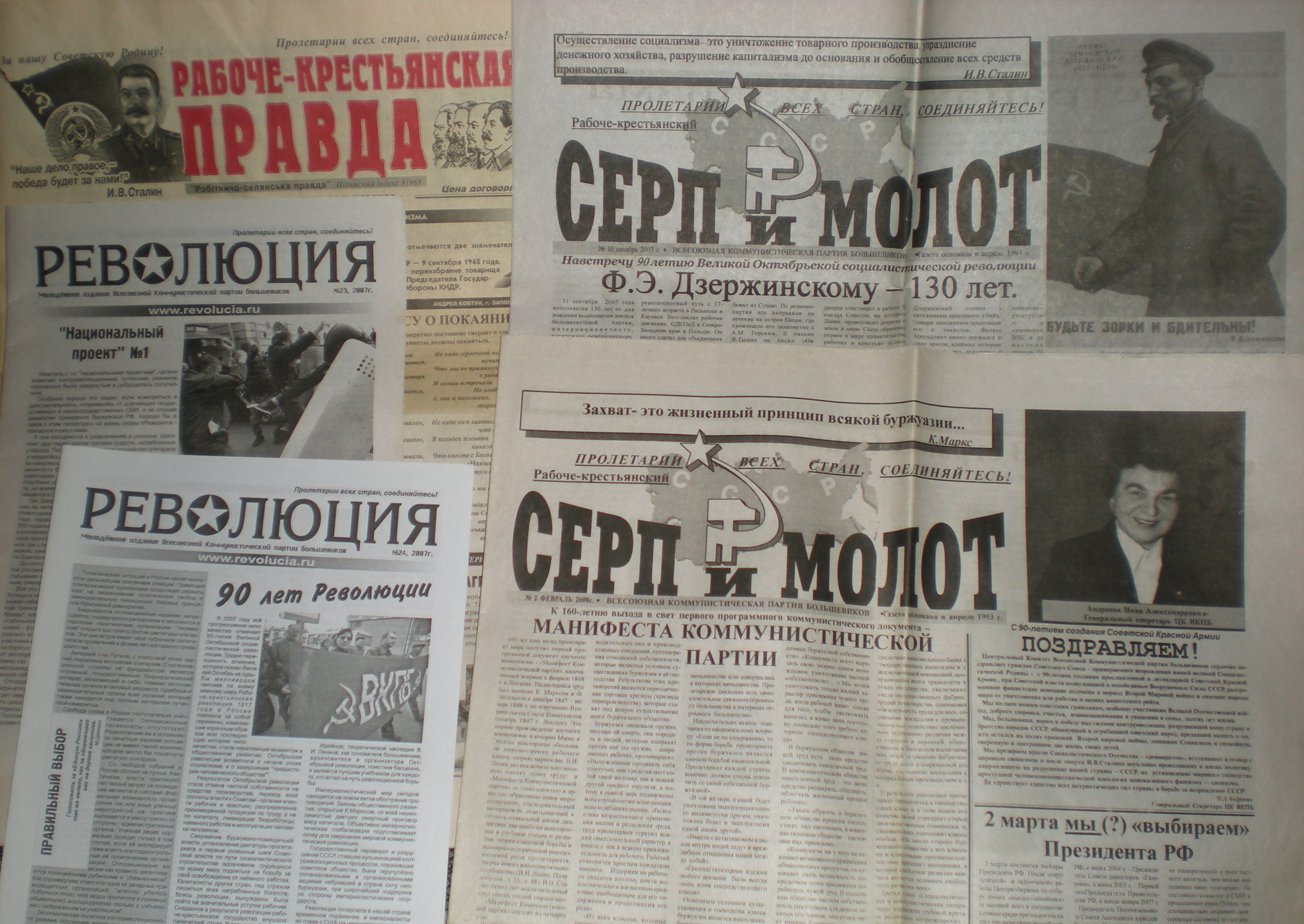
Газеты Всесоюзной Коммунистической партии большевиков

ВКПБ издаёт несколько основных печатных изданий. К таковым относятся газеты:
- «Рабоче-Крестьянская правда» («Робітничо-селянська правда») — г. Мукачево, Закарпатская область, Украина[13];
- «Серп и молот» — г. Пятигорск;
- «Вперёд» — г. Минск, Белоруссия;
- «За диктатуру пролетариата» — г. Ростов-на-Дону;
- «Революционная Гвардия» — молодёжное издание, г. Ростов-на-Дону;
- «Баррикада» — молодёжное издание, г. Ростов-на-Дону (выпуск прекращён);
- «Революция» — молодёжное издание ВКПБ.